# 中共中央党校继续教育学院
中央党校继续教育学院，是隶属中共中央党校的一所独立备案成人高等院校，现已撤销。

## 历史沿革
- 中央党校夜大学更名中央党校成人教育学院。
- 更名中央党校继续教育学院。
- 2005年，停止招生。
- 2008年，中央党校继续教育学院撤销，教育部备案信息中已找不到。